# اغتيال رهام يعقوب

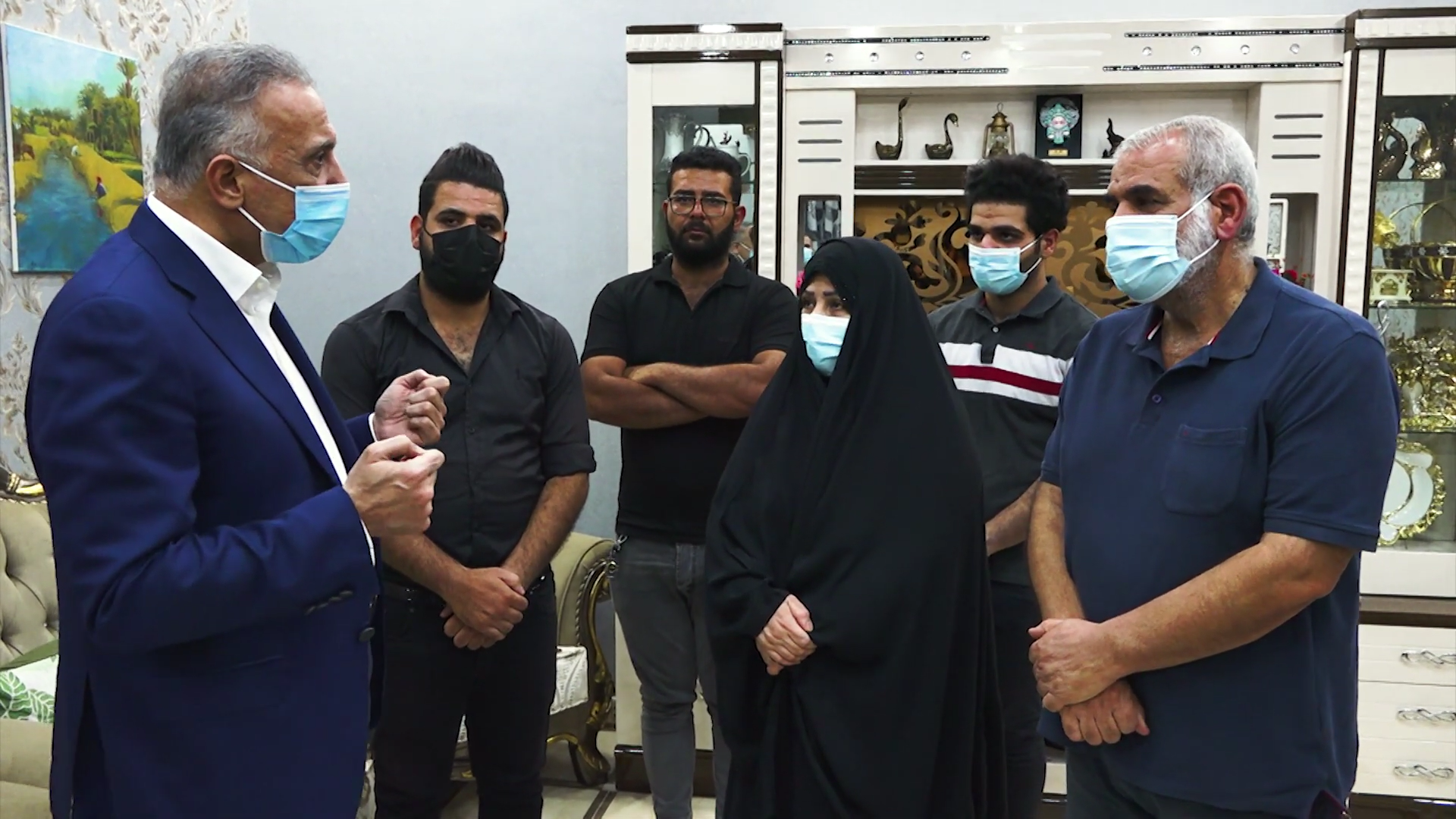
رئيس الوزراء مصطفى الكاظمي يزور عائلة رهام يعقوب في البصرة لتقديم العزاء.

رهام شاكر يعقوب وهي ناشطة مدنية نسوية عراقية كانت تعمل طبيبة في مجال التغذية من البصرة. تعرضت لعملية اغتيال بينما كانت داخل سيارتها في يوم 19 آب أغسطس 2020 من قبل مسلحين مجهولين. وكانت رهام يعقوب واحدة من أبرز الناشطات في مظاهرات البصرة عام 2018 والاحتجاجات العراقية 2019 وطالبت بتغيير المسؤولين في محافظة البصرة وتزامن مقتلها مع حملة اغتيالات طالت عدة ناشطين شاركوا في التظاهرات العراقية مثل هشام الهاشمي، وكانت صحيفة مهر الإيرانية قد حرضت ضد رهام يعقوب بسبب مشاركتها في احتجاجات جنوب العراق 2018. وبسبب زيادة الاغتيالات في محافظة البصرة قام رئيس الوزراء مصطفى الكاظمي بإقالة مدير شرطة البصرة رشيد فليح وعيّن اللواء عباس ناجي مكانه.

## التهديد والتحريض
قبل اغتيالها تعرضت رهام للتحريض الإعلامي عبر وكالة «مهر» الإيرانية للأنباء كجزء من حملة منظمة قامت بها الجيوش الإلكترونية في صفحات عراقية ضدها. وفي 12 أيار 2019، أي بعد مرور أشهر على التحريض الإلكتروني وتقرير «مهر» الإيرانية، تم الاعتداء على سيارتها بتحطيم زجاج واجهتها الأمامية من قبل شخصان ملثمان على دراجة نارية في الليل. وبعد خمس أشهر تعرضت للتهديد أيضاً عبر هاتفها الشخصي، من خلال رسالة وصلتها من رقم مجهول بالنسبة لها، يوم 29 تشرين الأول 2019، ونص رسالة التهديد بتصرف «بسم الله الرحمن الرحيم إلى العميلة للأميركان نعرف كل زين جاي أتنضمين للمظاهرات ونندل الشقة لي بتحسينه والجم نعرف مكانه ونعرف الكلية. احذري لقد اقترب يومك». وبعد تلقيها التهديد، قامت رهام بتقديم شكوى إلى مركز الشرطة من أجل محاولة الوصول إلى صاحب الرقم، لكن إجابة الشرطة كانت بعد أيام «الرقم غير مسجّل باسم».

### ردود الفعل
- في بيان صحفي مشترك لسفارات كل من أستراليا، بلجيكا، بلغاريا، كندا، كرواتيا، جمهورية التشيك، فنلندا، فرنسا، ألمانيا، المجر، إيطاليا، هولندا، بولندا، رومانيا، إسبانيا، السويد، المملكة المتحدة، وبعثة الاتحاد الاوربي. اعربوا فيه عن قلقهم وادانوا الاغتيالات التي استهدفت الناشطين في البصرة وبغداد وطالبوا حكومة الكاظمي بانهاء حالة الافلات من العقاب لمرتكبي هذه الجرائم.[6]